# Хьюс (округ, Оклахома)
Округ Хьюс (англ. Hughes County) располагается в штате Оклахома, США. Официально образован в 1907 году. По состоянию на 2012 год, численность населения составляла 13 836 человек.

## География
По данным Бюро переписи США, общая площадь округа равняется 2110 км2, из которых 2089 км2 суша и 20 км2 или 0,970 % это водоемы.

## Население
По данным переписи населения 2000 года в округе проживает 14 154 жителей в составе 5 319 домашних хозяйств и 3 675 семей. Плотность населения составляет 7,00 человек на км2. На территории округа насчитывается 6 237 жилых строений, при плотности застройки около 3,00-х строений на км2. Расовый состав населения: белые — 72,77 %, афроамериканцы — 4,48 %, коренные американцы (индейцы) — 16,18 %, азиаты — 0,21 %, гавайцы — 0,02 %, представители других рас — 0,98 %, представители двух или более рас — 5,36 %. Испаноязычные составляли 2,49 % населения независимо от расы.
В составе 28,80 % из общего числа домашних хозяйств проживают дети в возрасте до 18 лет, 53,50 % домашних хозяйств представляют собой супружеские пары проживающие вместе, 11,30 % домашних хозяйств представляют собой одиноких женщин без супруга, 30,90 % домашних хозяйств не имеют отношения к семьям, 28,60 % домашних хозяйств состоят из одного человека, 16,00 % домашних хозяйств состоят из престарелых (65 лет и старше), проживающих в одиночестве. Средний размер домашнего хозяйства составляет 2,42 человека, и средний размер семьи 2,96 человека.
Возрастной состав округа: 23,20 % моложе 18 лет, 8,00 % от 18 до 24, 27,20 % от 25 до 44, 23,20 % от 45 до 64 и 23,20 % от 65 и старше. Средний возраст жителя округа 39 лет. На каждые 100 женщин приходится 105,80 мужчин. На каждые 100 женщин старше 18 лет приходится 105,50 мужчин.
Средний доход на домохозяйство в округе составлял 22 621 USD, на семью — 29 153 USD. Среднестатистический заработок мужчины был 22 337 USD против 18 029 USD для женщины. Доход на душу населения составлял 12 687 USD. Около 16,70 % семей и 21,90 % общего населения находились ниже черты бедности, в том числе — 27,40 % молодёжи (тех, кому ещё не исполнилось 18 лет) и 17,60 % тех, кому было уже больше 65 лет.